# Yamakoshi Kohei
Kohei Yamakoshi (山越 康平 Yamakoshi Kōhei, sinh ngày 4 tháng 5 năm 1993 ở Yaita, Tochigi) là một cầu thủ bóng đá người Nhật Bản thi đấu cho Omiya Ardija.

## Thống kê câu lạc bộ
Cập nhật đến ngày 23 tháng 2 năm 2018.
| Thành tích câu lạc bộ | Thành tích câu lạc bộ | Thành tích câu lạc bộ | Giải vô địch | Giải vô địch | Cúp                   | Cúp                   | Cúp Liên đoàn | Cúp Liên đoàn | Tổng cộng | Tổng cộng |
| Mùa giải              | Câu lạc bộ            | Giải vô địch          | Số trận      | Bàn thắng    | Số trận               | Bàn thắng             | Số trận       | Bàn thắng     | Số trận   | Bàn thắng |
| Nhật Bản              | Nhật Bản              | Nhật Bản              | Giải vô địch | Giải vô địch | Cúp Hoàng đế Nhật Bản | Cúp Hoàng đế Nhật Bản | J.League Cup  | J.League Cup  | Tổng cộng | Tổng cộng |
| --------------------- | --------------------- | --------------------- | ------------ | ------------ | --------------------- | --------------------- | ------------- | ------------- | --------- | --------- |
| 2016                  | Omiya Ardija          | J1 League             | 14           | 0            | 2                     | 0                     | 6             | 0             | 22        | 0         |
| 2017                  | Omiya Ardija          | J1 League             | 23           | 1            | 4                     | 1                     | 3             | 0             | 30        | 2         |
| Tổng cộng sự nghiệp   | Tổng cộng sự nghiệp   | Tổng cộng sự nghiệp   | 37           | 1            | 6                     | 1                     | 9             | 0             | 52        | 2         |